# Archiconvent der Templer

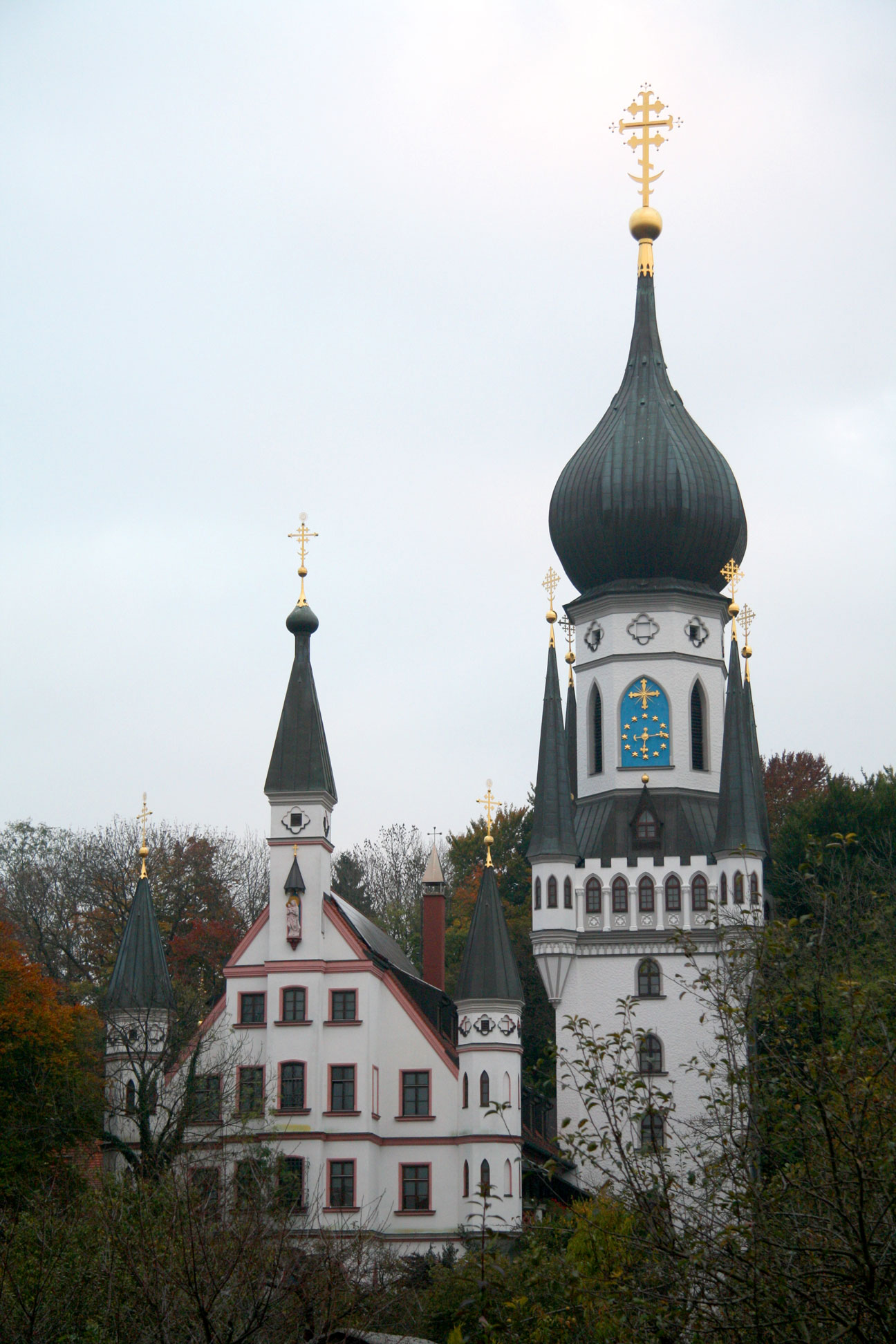
Archiconvent der Templer, Ansicht von Westen

Der Archiconvent der Templer in München, oft einfach kurz Templer-Kloster genannt, ist ein Kloster des Trinitarion des orientalisch-orthodox-katholischen und kreuzesritterlichen Chor- und Hospitaliter-Ordens der Templer e. V., der gemäß der Regel des historischen Templerordens lebt. Die Unternehmervilla, die ursprünglich alleine hier stand und dann in dem Gebäudekomplex des Klosters aufgegangen ist, ist als Baudenkmal in die Bayerische Denkmalliste eingetragen.
Der vorherige Sitz war an der Birkenleiten 27.

## Lage
Das Kloster liegt im Stadtteil Untergiesing in der Birkenleiten 35 am Auer Mühlbach etwa 200 m nördlich der Kraemer’schen Kunstmühle.

## Gebäude
Das Hauptgebäude wurde 1880 im Auftrag des Unternehmers und Juweliers Karl Winterhalter errichtet. Die Villa zeigte ursprünglich altdeutsch-romantische Stilelemente. 1968 erwarb die Ordensgemeinschaft das Gebäude und baute es in den folgenden Jahren im Stil der Neugotik für eigene Bedürfnisse um.
Charakteristisch für das Gebäude ist ein insgesamt 67 m hoher Zwiebelturm. Die Turmzwiebel ist 18 m hoch, trägt das Patriarchalkreuz des Ordens und wird von vier kleineren Türmen umrahmt, die die vier Evangelisten symbolisieren und mit dem Jerusalemkreuz geschmückt sind. Auch die Hauptfassade des Gebäudes wurde mit Zwiebeltürmen ausgestaltet.

## Kloster
Die Glaubensgemeinschaft wurde 1936 von Karl Hirn aus Seeshaupt gegründet. Nach dem Zweiten Weltkrieg zogen die Mitglieder nach Untergiesing, erwarben 1968 die ehemalige Unternehmervilla und bauten sie aus. Am 17. Juli 1974 wurde die Gemeinschaft in das Vereinsregister beim Amtsgericht München eingetragen, und am 26. November 1974 wurde der Verein Mitglied des Deutschen Paritätischen Wohlfahrtsverbandes (DPWV), was ihn in den Status der Gemeinnützigkeit versetzte.
Das Doppelkloster wird von dreizehn Mönchen und dreizehn Nonnen (symbolisch für Jesus Christus und die zwölf Jünger) betrieben. Die Ordensgemeinschaft lebt nach strengen Regeln und in Klausur. Täglich werden Lebensmittel an Bedürftige ausgegeben.

## Geläute
Bekannt ist der Archiconvent der Templer auch durch sein Geläute. Insgesamt 21 Glocken verteilen sich über das gesamte Areal und machen diesen Geläutesatz somit zu einem der Größten in Deutschland. Gegossen wurden die Glocken von der Gießerei Bachert in Kochendorf zwischen 1980 und 1985. Das komplette Geläute ist nur den Herrenfesten vorbehalten, an anderen Tagen kann man jeweils um 15.00 Uhr verschiedenste Teilmotive hören.
Die Disposition des Geläute lautet: gis0, h0, cis1, dis1, fis1, gis1, ais1, h1, cis2, dis2, e2, fis2, gis2, ais2, h2, his2, cis3, dis3, e3, fis3, gis3.